# Karol Pękul
Karol Wiesław Pękul (ur. 16 lipca 1956 w Wyszkowie) – polski urzędnik państwowy i samorządowy, wicewojewoda ostrołęcki (1997–1998).

## Życiorys
Po ukończeniu Liceum Ogólnokształcącego w Wyszkowie pracował w kopalni „Manifest Lipcowy” w Jastrzębiu-Zdroju, następnie studiował prawo w białostockiej filii Uniwersytetu Warszawskiego. Pracował w Centrum Kształcenia Ustawicznego w Wyszkowie, a na początku lat 90. pełnił obowiązki jego wicedyrektora. W 1991 i 1993 bez powodzenia ubiegał się o mandat parlamentarzysty z ramienia Unii Demokratycznej, a w 1997 i 2001 z listy Unii Wolności. Jest założycielem spółdzielni domów jednorodzinnych „Jaskółka” w Wyszkowie. W okresie rządów koalicji AWS-UW pełnił funkcję ostatniego w historii wicewojewody ostrołęckiego.
Po odejściu ze stanowiska pracował w TVP S.A., m.in. na stanowisku dyrektora biura kadr i spraw socjalnych. W 2006 uzyskał mandat radnego rady miejskiej w Wyszkowie z listy lokalnego komitetu wyborczego.